# 油画

達文西的油画作品《蒙娜麗莎》

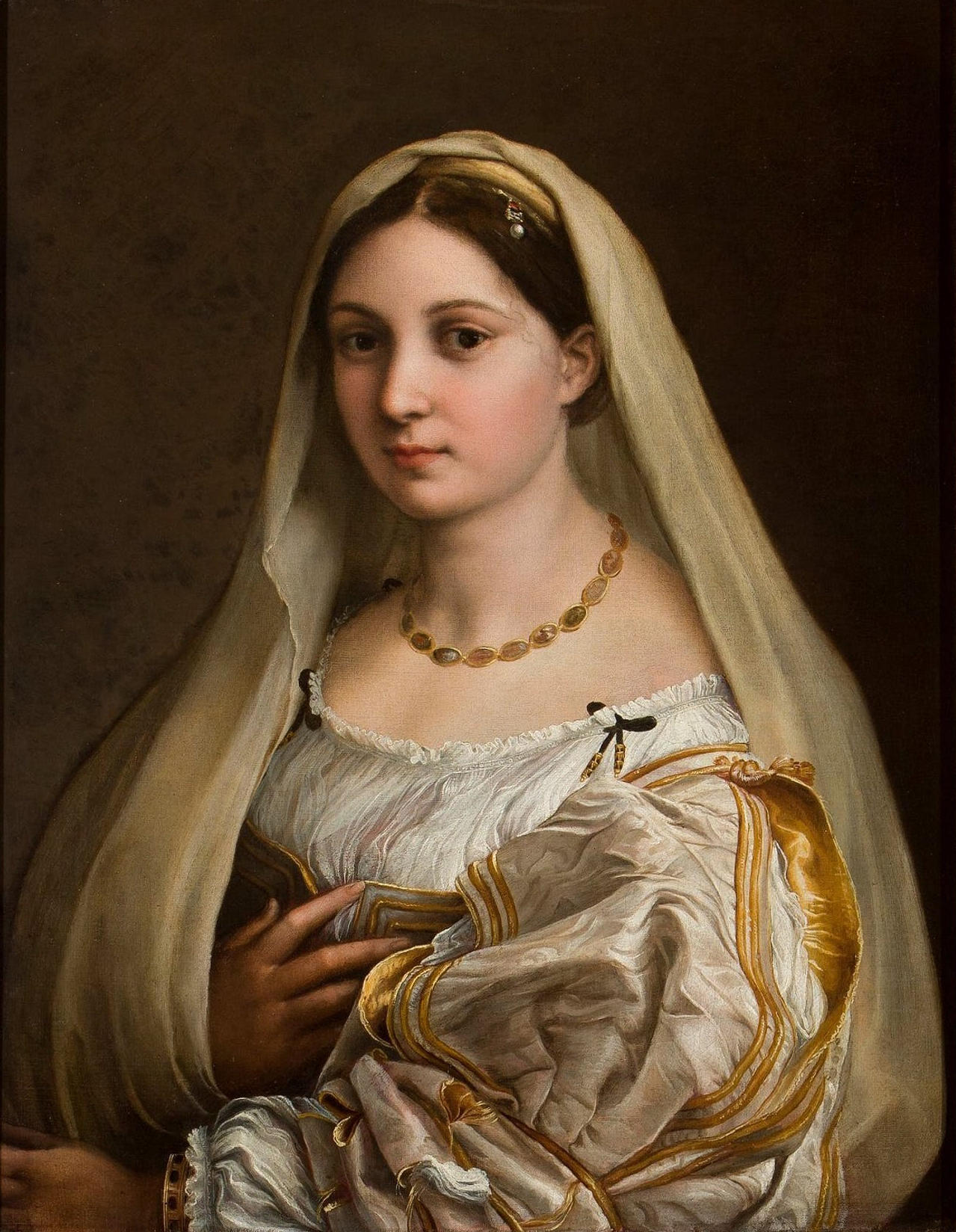
拉斐爾在1516年完成的油画作品戴頭紗的女子

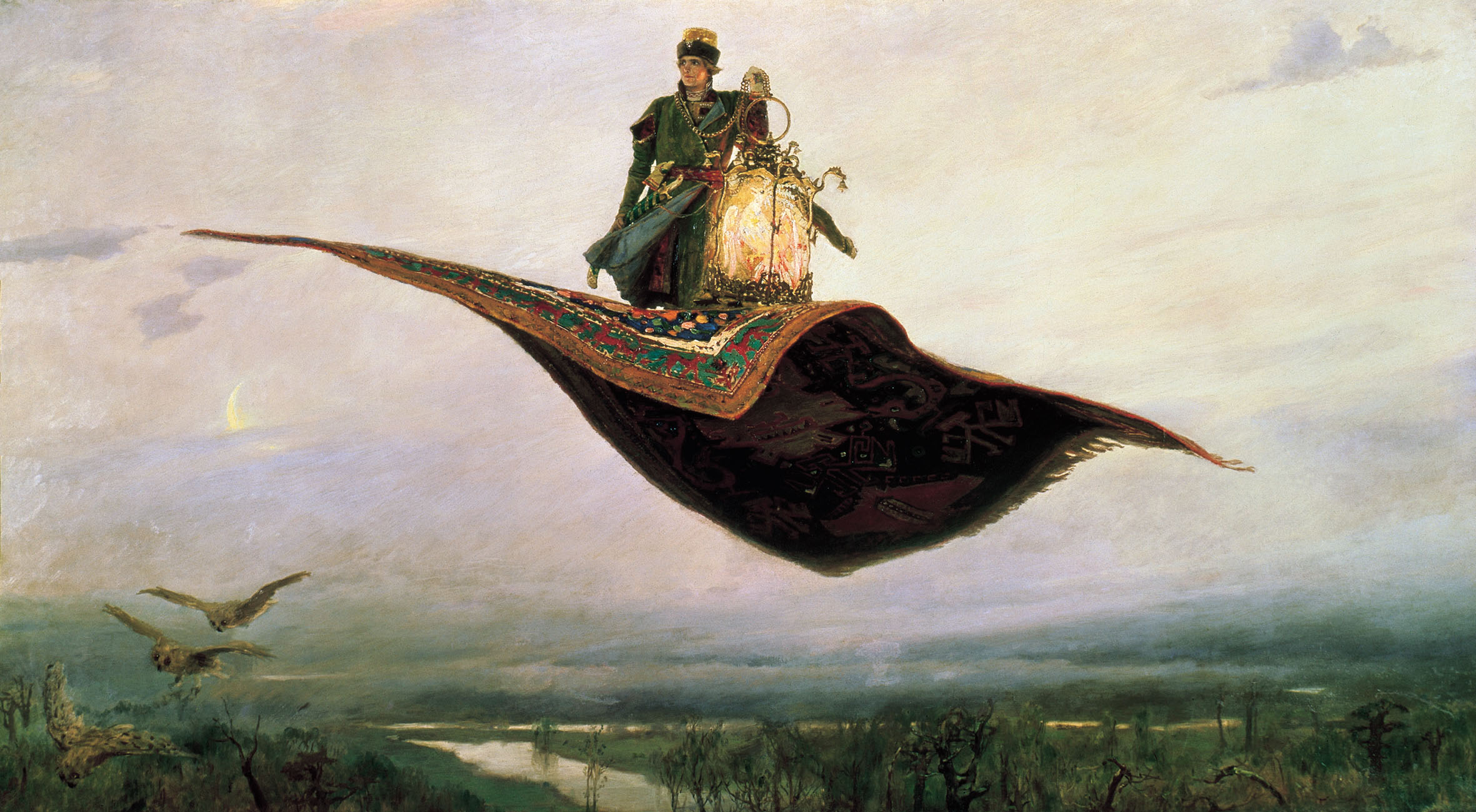
俄罗斯画家维克托·瓦斯涅佐夫1880年的油画作品《飞毯》

油畫，指用干的油調配的顏料所作的繪畫。油畫在歐洲文藝復興以後兴盛起来，並傳播到各地。歐洲油畫一說大約15世紀時由荷蘭人發明，一說由中國傳入，其說待定。
傳統油画以亚麻籽油调和颜料稱為油彩繪制。在经过处理的布或板上作画，因为油画颜料乾后不变色，多种颜色调和不会变得肮脏，画家可以画出丰富、逼真的色彩。油画颜料不透明，覆盖力强，所以绘画时可以由深到浅，逐层覆盖，使绘画产生立体感。油画适合创作大型、史诗般的巨作。成为西方绘画史中的主体绘画方式，现在存世的西方绘画作品主要是油画作品。绝大部分壁画作品也是用油画颜料和创作方式制作的。19世纪后期，由于科技发展，许多新材料应用于油画领域，如丙烯颜料或油漆而不局限於狹義的油彩等。

## 历史
油画的前身15世纪欧洲的蛋彩画。油画逐渐代替了蛋彩画。油画是将颜料溶解在植物油裡，蛋彩画是将颜料融进蛋清裡。